# Бжозова (Сташовський повіт)
Бжозова (пол. Brzozowa) — село в Польщі, у гміні Поланець Сташовського повіту Свентокшиського воєводства.
Населення — 104 особи (2011).
У 1975-1998 роках село належало до Тарнобжезького воєводства.

## Демографія
Демографічна структура на день 31 березня 2011 року:
|          | Загалом | Допрацездатний вік | Працездатний вік | Постпрацездатний вік |
| -------- | ------- | ------------------ | ---------------- | -------------------- |
| Чоловіки | 50      | 6                  | 36               | 8                    |
| Жінки    | 54      | 3                  | 28               | 23                   |
| Разом    | 104     | 9                  | 64               | 31                   |